# Kozue Andō
Kozue Andō (jap. 安藤 梢, Andō Kozue; * 9. Juli 1982 in Utsunomiya) ist eine japanische Fußballspielerin.

## Karriere
Durch ihren Vater hat sie bereits in jungen Jahren angefangen, Fußball zu spielen. In der Grundschule verzeichnete sie bereits erste kleine Erfolge mit einigen Siegen in Schulturnieren. Sie spielte zudem als Gymnasiastin und später auch als Studentin in Utsunomiya weiter Fußball in Stadtvereinen. Mit der U-18-Mannschaft nahm sie an dem Adidas-Cup in den USA teil. Im Jahr 1999 stieg sie in die A-Nationalmannschaft auf und nahm als 17-Jährige an der WM 1999 in den Vereinigten Staaten teil, bei der sie in einem Spiel zum Einsatz kam. 2002 wechselte sie zu dem Verein Saitama Reinas in der japanischen L. League. 2003 spielte sie in der landesweiten Spielklasse erste L. League Division, nachdem ihr Team, die Saitama Reinas, die Meisterschaft gewonnen hatte. Im Jahr 2005 wurde Kozue Ando von einem der besten Teams der Liga, den Urawa Red Diamonds Ladies, unter Vertrag genommen. Mit diesem Team gewann sie 2006 den zweiten Platz in der Meisterschaft der L. League Division 1.

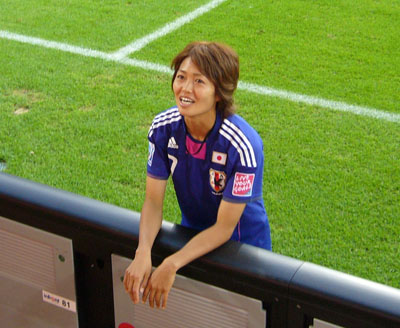
Andō bei der WM 2011 in Deutschland

Die offensive Mittelfeldspielerin gewann 2006 mit der Nationalmannschaft Silber bei den Asienspielen in Katar, nachdem diese gegen Nordkorea am 13. Dezember 2006 in Doha im Qatar Sports Club Stadium 2:4 nach Elfmeterschießen verloren hatte. 2007 schied sie mit der Nationalmannschaft bereits in den Gruppenspielen der Fußball-Weltmeisterschaft aus. 2008 gewann sie mit der Nationalmannschaft die Ostasienmeisterschaft und holte Bronze bei der Asienmeisterschaft. Bei den Olympischen Spielen in Peking 2008 spielten sie gegen Deutschland um Bronze, verloren jedoch 0:2. Bei der Fußball-Asienmeisterschaft der Frauen 2010 belegte sie mit Japan ebenfalls den dritten Platz und wurde zusammen mit drei anderen Spielerinnen mit je drei Toren Torschützenkönigin. Sie absolvierte alle sechs Spiele für Japan bei der 6. Frauenweltmeisterschaft 2011 in Deutschland bei der Japan erstmals Weltmeister wurde.
Ab 2010 spielt sie nach einem Vereinswechsel von den Urawa Red Diamonds Ladies in Deutschland für den FCR Duisburg in der 1. Bundesliga. Mit Duisburg erreichte sie das Halbfinale der UEFA Women’s Champions League 2009/10, in dem sie gegen den 1. FFC Turbine Potsdam ausschieden. Am 31. Januar 2013 wurde bekannt gegeben, dass sie zum 1. FFC Frankfurt wechselt.
Am 1. April 2012 machte sie beim 1:1 gegen die USA ihr 100. Länderspiel.
Andō gehörte auch zum japanischen Kader für die Olympischen Spiele in London. Sie stand aber nur beim 0:0 gegen Südafrika in der Vorrunde in der Startformation. In vier weiteren Spielen, aber nicht im Finale, wurde sie eingewechselt.

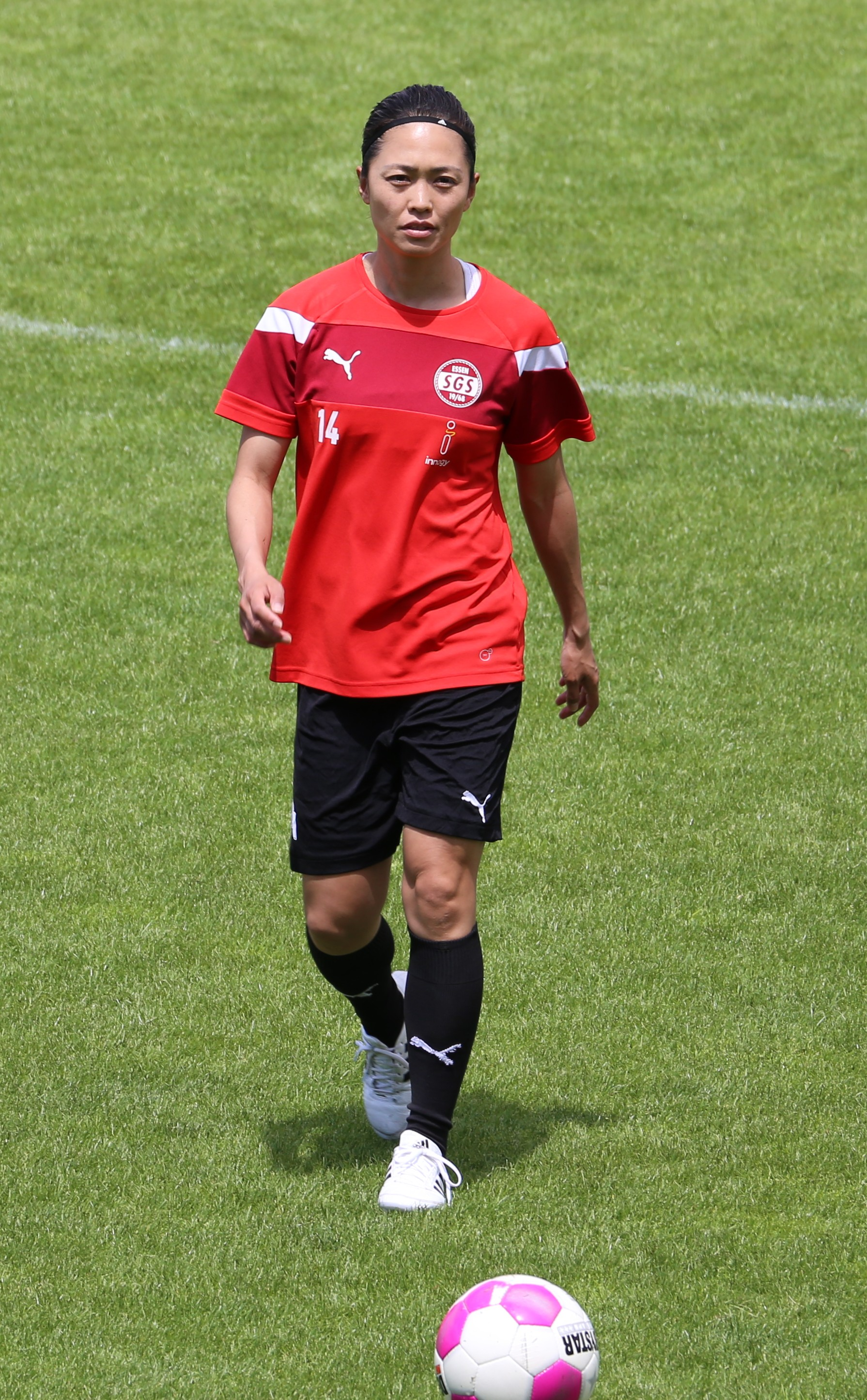
Vor dem Frauen-Bundesliga-Spiel FC Bayern München gegen SGS Essen am 21. Mai 2017

Andō gehörte auch zum japanischen Kader für die WM 2015 in Kanada. Im ersten Spiel gegen die Schweiz erlitt sie bei einer als Foul geahndeten Aktion der Schweizer Torhüterin einen Bruch des linken Sprunggelenks, wodurch die WM vorzeitig für sie beendet war. Den als Reaktion auf das Foul gegebenen Strafstoß verwandelte die japanische Mannschaftskapitänin Aya Miyama zum 1:0-Siegtreffer und damit dem ersten Sieg gegen die Schweiz. Im Sommer 2015 verließ Andō mit Auslaufen ihres Vertrages Frankfurt und war zunächst 4 Monate ohne Verein, bevor sie am 21. Oktober 2015 bei der SGS Essen unterschrieb. Andō verlängerte im Sommer 2017 ihren auslaufenden Vertrag in Essen nicht und kehrte nach Japan zurück. Dort wechselte sie zu den Urawa Red Diamonds Ladies in die Nadeshiko League Division 1 und gab ihr Debüt am 11. Juni 2017 gegen INAC Kōbe Leonessa.

## Erfolge
- 1999 Teilnahme an der 3. Fußball-Weltmeisterschaft der Frauen
- 2002 Teilnahme mit den Saitama Reinas am The 85th Emperor’s Cup
- 2003 Goldmedaille beim Fußballturnier der Universiade
- 2004 Viertelfinale bei den Olympischen Spielen 2004
- 2006 Vizemeister mit den Urawa Red Diamonds Ladies in der L. League Division 1 (Meisterschaft der Liga)
- 2006 Silber bei den 15. Asienspielen mit der japanischen Frauennationalmannschaft
- 2007 Teilnahme an der 5. Fußball-Weltmeisterschaft der Frauen
- 2008 Sieger der Fußball-Ostasienmeisterschaft mit der japanischen Fußballnationalmannschaft der Frauen
- 2008 Bronze bei der 16. Fußball-Asienmeisterschaft der Frauen
- 2008 Vierter Platz bei den Olympischen Spielen 2008
- DFB-Pokal-Siegerin 2010, 2014
- 2010 Bronze bei der 17. Fußball-Asienmeisterschaft der Frauen und Torschützenkönigin (mit drei anderen Spielerinnen)
- 2011 Weltmeisterin bei der FIFA Frauen WM 2011 in Deutschland
- 2012 Silbermedaille bei den Olympischen Spielen
- 2015 Champions-League-Siegerin 2015
- 2015 Vizeweltmeisterin